# Bernard Zweers

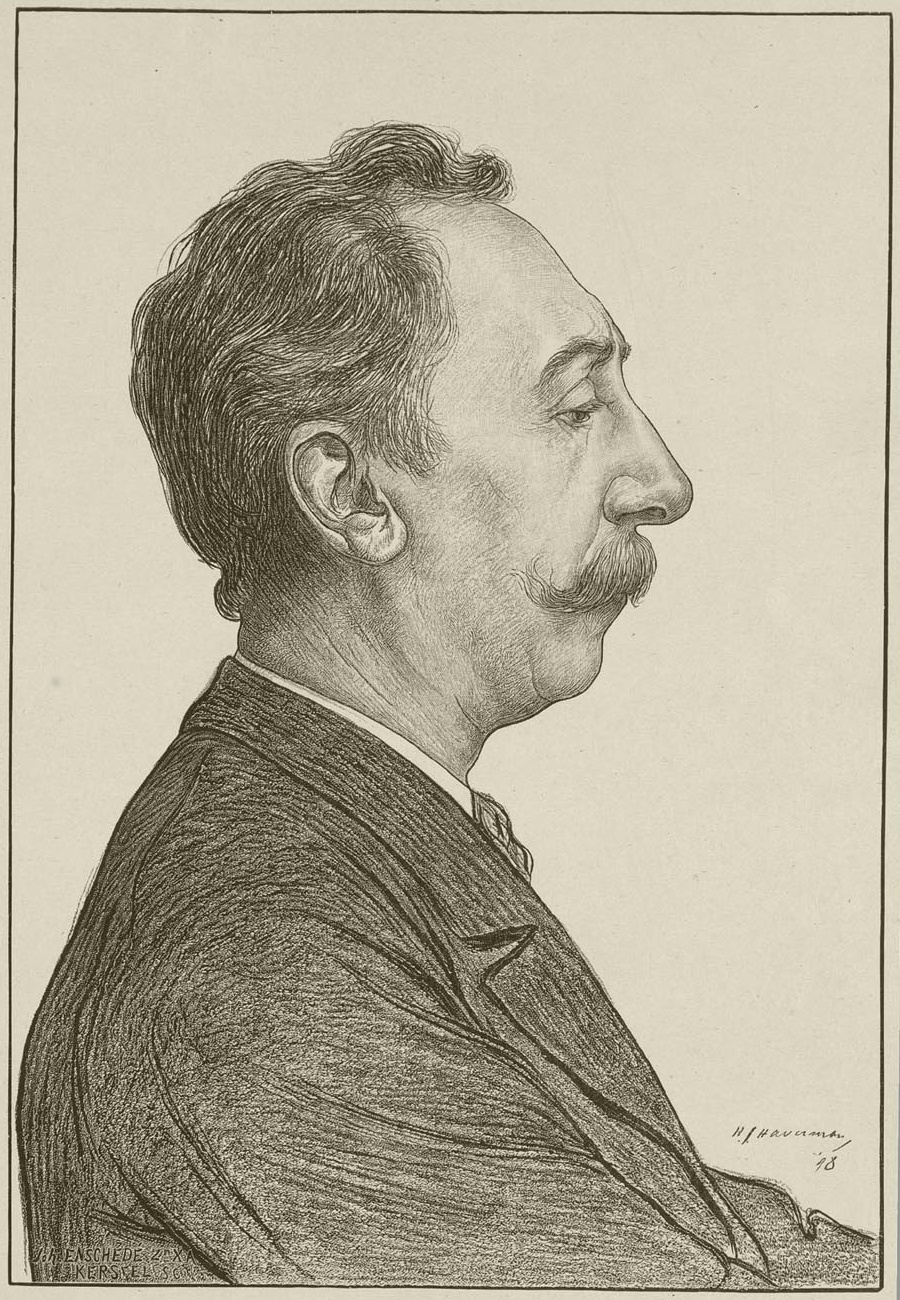
Bernard Zweers

Bernardus Josephus Wilhelmus Zweers (* 18. Mai 1854 in Amsterdam; † 9. Dezember 1924 ebenda) war ein niederländischer Komponist, Musikpädagoge und Dirigent.

## Leben
Bernard Zweers (Schreibweise des Vornamens gelegentlich auch Bernhard) wurde als Sohn des Musikalienhändlers Hendricus Antonius Zweers und seiner Frau Hermina Petronella van Solt geboren. Am 9. Februar 1899 heiratete er die Sopranistin Dora Maria de Louw (* 4. Juli 1876 in Delft; † 16. August 1959 in Bennebroek), die auch seine Schülerin gewesen war. Zusammen hatten sie einen Sohn. Hendricus Antonius war Sänger, Organist und Chorleiter. Er verlegte auch einige geistliche Werke niederländischer Komponisten wie Richard Hol.  Seit seiner Kindheit wurde Bernard von Tinnitus geplagt. Dennoch begann er mit 14 Jahren zu komponieren und kaufte sich, da sein Vater wenig davon hielt, heimlich Theoriebücher. Wenige Klavier- und Kammermusikwerke sind aus dieser Zeit erhalten. 1870 erschien Wals für Chor, sein opus 1. 1879 erschien die Ballade Winnend verlies für Chor und Orchester. Eine Messe für Männerchor und Orgel des jungen Autodidakten wurde in mehreren Kirchen aufgeführt. 1881 wohnte er auch der Berliner Premiere des Rings des Nibelungen von Richard Wagner bei. Er kehrte nach eigener Aussage als „Vollblut-Wagnerianer“ zurück und wurde auch eines der ersten Mitglieder der im Jahr 1883 in Amsterdam von Henri Viotta gegründeten Richard-Wagner-Gesellschaft.
Am 25. September 1881 erlebte Zweers' 1. Sinfonie unter seiner eigenen Leitung ihre Uraufführung im alten Parkzaal in Amsterdam. Die Sinfonie hatte er im Sommer 1881 vollendet. 1882 nahm er ein Musikstudium bei Salomon Jadassohn in Leipzig auf, vor allem in Kontrapunkt, um ein professionelles Fundament für seine weiteren Kompositionen zu legen. In Leipzig begann er nach neunmonatigem Unterricht mit der Komposition seiner zweiten Sinfonie. Im Februar 1883 kehrte er nach Amsterdam zurück und widmete sich ganz dem Komponieren. Verschiedene Verlage veröffentlichten seine Chorwerke. Schon damals vertonte er vor allem niederländische Texte. 1885 wurde er zunächst Chorleiter des Männerchors Amstel. Er übernahm auch die Leitung der Liedertafel Apollo und des Chors der Mozes en Aäronkerk.
1887 begann er mit der Arbeit an der dritten Sinfonie, der er den Titel Aan mijn Vaderland gab. Nach Vollendung der ersten drei Sätze beschloss ein Komitee angesehener Musiker, wie Frans Coenen sen. und Henri Viotta, die Teile aufzuführen. Diese Uraufführung fand am 23. März 1888 in der Stadsschouwburg Amsterdam statt. Anfang 1890 wurde der vierte Satz Ter hoofdstad [Zur Hauptstadt] hinzugefügt und das komplette Werk unter der Leitung von Willem Kes vom Concertgebouw-Orchester uraufgeführt. Eine gewisse Popularität erreichte seine 1890 komponierte Kantate St. Nicolaasfeest. Zur Wiedereröffnung der im Jahr 1890 durch ein Feuer zerstörten Stadsschouwburg Amsterdam am 16. Januar 1895 komponierte Zweers die Schauspielmusik zu Gysbrecht van Aemstel von Joost van den Vondel. 
Seine Bekanntheit als Komponist verhalf ihm zu einer Reihe von Privatschülern. Er gab Unterricht in Musiktheorie an der von Willem Kes ins Leben gerufenen Orchesterschule des Concertgebouws. 1895 ernannte ihn Daniel de Lange zum Professor für Kontrapunkt, Komposition und Harmonielehre am Konservatorium von Amsterdam. 1896 wurde er Direktor des Konservatoriums. Bis 1922 hatte er diese Stellung inne. Zu seinen Studenten gehörte beispielsweise Hendrik Andriessen (Vater des Komponisten Louis Andriessen) und Rosy Wertheim. Er schrieb zwei Krönungskantaten zur Inthronisierung von Königin Wilhelmina im September 1898. Bei einem von Willem Mengelberg initiierten, dreitägigen Musikfest im Januar 1902 war Zweers einer der Mitorganisatoren. Zum dreihundertsten Geburtstag Rembrandts am 15. Juli 1906 komponierte Zweers die Konzertouvertüre Saskia, benannt nach Rembrandts Frau Saskia van Uylenburgh, und die Kantate Rembrandt. 1907 komponierte er zum Gedenken an den dreihundertsten Geburtstag des niederländischen Admirals Michiel de Ruyter ein Chorwerk. 1909 dirigierte Willem Mengelberg Aan de Schoonheid für Solisten, Chor und Orchester. Zweers Frau Dora Maria de Louw trat hier als Solistin auf. In der Folge vertonte Zweers mehrere Gedichte seines Freundes Pieter Cornelis Boutens (1870–1943). Diese Vertonungen stehen im Mittelpunkt dieser Schaffensphase. 
Nach 1909 schrieb Zweers außer Rozen, 1923, keine Werke mehr für großes Orchester und komponierte nur noch Vokalwerke in kleiner Besetzung. Beim Musikfest im Jahr 1912, das diesmal eine Woche dauerte, spielte Zweers wieder eine bedeutende Rolle. 1914/15 komponierte er Wijzangen für Sopran und Bläserquintett auf Texte des bengalischen Nobelpreisträgers Rabindranath Tagore in der niederländischen Übersetzung von Frederik van Eeden. In seinen späteren Jahren machte sich eine zunehmende Taubheit bemerkbar. 1922 legte er daher seine Ämter am Konservatorium nieder. Sein letztes Werk komponierte er 1924, die Hymne an die Niederlande Hart en Land für Sopran und Klavier auf einen Text von Pieter Cornelis Boutens.

## Werke (Auswahl)
Zweers bemühte sich um eine national-patriotisch orientierte Musik und legte seinen Vokalwerken, abgesehen von einigen kirchenmusikalischen Kompositionen, ausschließlich niederländische Texte zugrunde, z. B. von Nicolaas Beets, Jan Jacob Lodewijk ten Kate (1809–1889), Jacques Perk (1859–1881), Hélène Swarth (1859–1941) und Pieter Cornelis Boutens. Er vertonte aber auch Texte des bengalischen Literaturnobelpreisträgers Rabindranath Tagore. Stilistisch mischen sich in seinen Werken Anleihen aus der niederländischen Volksmusik mit einer deutlich durch Richard Wagner geprägten Melodik und Harmonik.  Für seine Frau komponierte er viele Lieder. Kammermusik schrieb er hingegen kaum. Im Archief-Zweers des Nederlands Muziek Instituut befinden sich viele Autographe seiner Werke und andere Dokumente.

### Orchesterwerke
- Sinfonie Nr. 1 D-Dur (1881) I. Andante Allegro II. Adagio III. Scherzo.Presto IV. Finale. Allegro assai
- Sinfonie Nr. 2 Es-Dur (1883)
- Sinfonie Nr. 3 Aan mijn Vaderland (1890)
- Ouverture Saskia (1906), entstanden anlässlich einer Rembrandt-Ausstellung
- Bühnenmusik zu Gysbrecht van Aemstel (1892)

### Chorwerke

#### Werke für Chor und Orchester
- Kantate De Kosmos, Psalm 104 (1883) für gemischten Chor und Orchester. Text: Jan Jacob Lodewijk ten Kate OCLC 71659464
- Krönungskantaten (1897–1898), zu Ehren von Königin Wilhelmina
- Veni creator, Hymnus für Tenor, drei Trompeten in B, vier Hörner in Es, drei Posaunen, eine Tuba, Pauken und Orgel. Amsterdam (1899) OCLC 71709064
- Leo-cantate (1902). Kantate für Tenor, Bariton, Männerchor und Orchester; Text: Antoon Leonard de Rop OCLC 67357313
- Aan de schoonheid (1909; mit Soli und Orchester). Text: Pieter Cornelis Boutens OCLC 78243810
- Donderdag 12 October, Requiem. 1882[4]
- Rozen [Rosen]; Lied für gemischten Chor und Orchester; Text: Pieter Cornelis Boutens OCLC 776999281
- Ons Hollandsch für Männerchor und Orchester; Text: H. Cosman OCLC 71492444
- Van een Zeeuwschen jongen [Von einem Zeeländischen Jungen] für dreistimmigen Kinderchor und Orchester; Text: Johan Hendrik Been OCLC 71744537
- St. Nicolaasfeest; Kinderkantate

#### Werke für gemischten Chor a cappella
- Avondlied [Abendlied]; Text: Pieter Cornelis Boutens OCLC 67955989
- Gebed van den nacht [Gebet der Nacht]; Text: G.W. Lovendaal OCLC 67737875

#### Werke für Männerchor
- Missa für Orgel und Blechbläser. 8. November 1877
- Tantum ergo OCLC 67520625
- Bede [Bitte]; Text: Jo de Vries OCLC 67737924
- Libera, für Bass, vierstimmigen Männerchor und Orgel OCLC 71709064
- Maskerdans [Maskentanz]. 1908 publiziert bei Noordhoff in Groningen, OCLC 67737888
- Schemering [Dämmerung]. Text: G. Jonckbloet OCLC 71661726
- Vrede [Frieden]. Text: Antoon Leonard de Rop. OCLC 71685560
- Vrijheid [Freiheit] Text: H. Cosman. Publiziert in Utrecht bei Rahr

### Werke für Gesang und Klavier oder einem anderen Tasteninstrument
- Achter de wuivende duinenlijn. Text: Pieter Cornelis Boutens. Publiziert 1915 in Amsterdam bei Alsbach OCLC 71512191
- Ave Maria für zwei Frauenstimmen und Orgel oder Harmonium, 1886
- Ave verum für Sopran und Klavier oder Cembalo. 1877
- De merel [Die Amsel]. Lied für Altstimme mit Klavierbegleitung. Text: Felix Rutten. Publiziert 1923 in Amsterdam bei Alsbach OCLC 71512211
- Drei Schüsse; Burenballade. Gedicht von Rudolf Presper. Publiziert in Amsterdam bei van Holkema & Warendorf OCLC 730298788
- Eenmaal heb ik u aanschouwd für hohe Stimme mit Klavierbegleitung. Text: H. Cosman. Publiziert in Amsterdam bei Alsbach OCLC 71512187 OCLC 71726443
- Het evangelie der natuur, geistliches Lied mit Begleitung von Orgel, Harmonium oder Klavier. Text: Jan Jacob Lodewijk ten Kate OCLC 71512189
- ’k Wil u eens wat zeggen, blondje, für Gesang und Klavierbegleitung; Text: Jacques Perk OCLC 742335218
- Leeuwerik [Die Lerche]. Text: Pieter Cornelis Boutens. Publiziert 1915 in Amsterdam bei Alsbach OCLC 69072137
- Liefde daaldet ge in de zee? für Tenor und Klavier. Text: H. Cosman OCLC 71512203
- Lof der godheid [Lob Gottes]. Text: Joost van der Vondel. Publiziert 1915 in Amsterdam bei Alsbach OCLC 71512207
- Mei [Mai]. Lied für Singstimme und Klavier. Publiziert in Amsterdam bei Alsbach & Co. 1910 OCLC 71512210
- Rijmpje [Klimpern]. Text: Jan Prins. Publiziert 1915 in Amsterdam bei Alsbach OCLC 69072162
- Vergeet-mij-nietjes [Vergissmeinnicht] für Gesang und Klavier. Text: G.W. Lovendaal

### Kammermusik
- Andante für vier Violinen, 1884[5]
- Moderato für sechs Violinen

### Klavierwerke
- Fantasie, komponiert am 25. Januar 1868
- Sonate Nr. 1, 1870
- Petite Rondo, 23. April 1871
- Sonate Nr. 2, 1872
- Valse á 4, 1872
- Valse caprice, Januar 1881
- Padvinders Marsch, 1917

### Werke für Violine und Klavier
- Sonate, 14. Januar 1871
- Sonate, 1873
- Andante, 1878
- Romanze, 1897

### Orgelwerke
- Fuge in Es, 1884[6]
- Preludium und Doppelfuge, 1882[6]

## Einspielungen
- Sinfonie Nr.1 D-Dur. Nederlandse Radiokamerorkest [Niederländisches Radiokammerorchester].Ltg.: Ed Spanjaard; Sterling 2006 OCLC 70126742
- Sinfonie Nr.2 Es-Dur. Niederländisches Radiosinfonieorchester. Ltg.: Antoni Wit. Sterling 2004 OCLC 56504098
- Sinfonie Nr. 3  Aan mijn vaderland. Het Residentie Orkest. Den Haag; Ltg.: Hans Vonk. aufgenommen in De Nieuwe Kerk, Den Haag, 24.–26. August 1977. Sterling 2010 OCLC 731116708
- Saskia, Konzertouvertüre. Radio Filharmonisch Orkest Holland. Ltg.: Jean Fournet. Sterling 2004 OCLC 56504098
- Suite aus der Bühnenmusik zu Gysbrecht van Aemstel. Radio Filharmonisch Orkest Holland. Ltg.: Lucas Vis. Sterling 2004
- Avondlicht. In: Die Klänge zieh`n : Europäische Chorlieder der Romantik. Marburger Bachchor. Ltg.: Wolfram Wehnert, Musicaphon M 56838. Aufgenommen 2000. Veröffentlicht 2002